# Scorpaenodes africanus
Scorpaenodes africanus is een straalvinnige vissensoort uit de familie van schorpioenvissen (Scorpaenidae). De wetenschappelijke naam van de soort is voor het eerst geldig gepubliceerd in 1933 door Pfaff.